# Grete Dircks

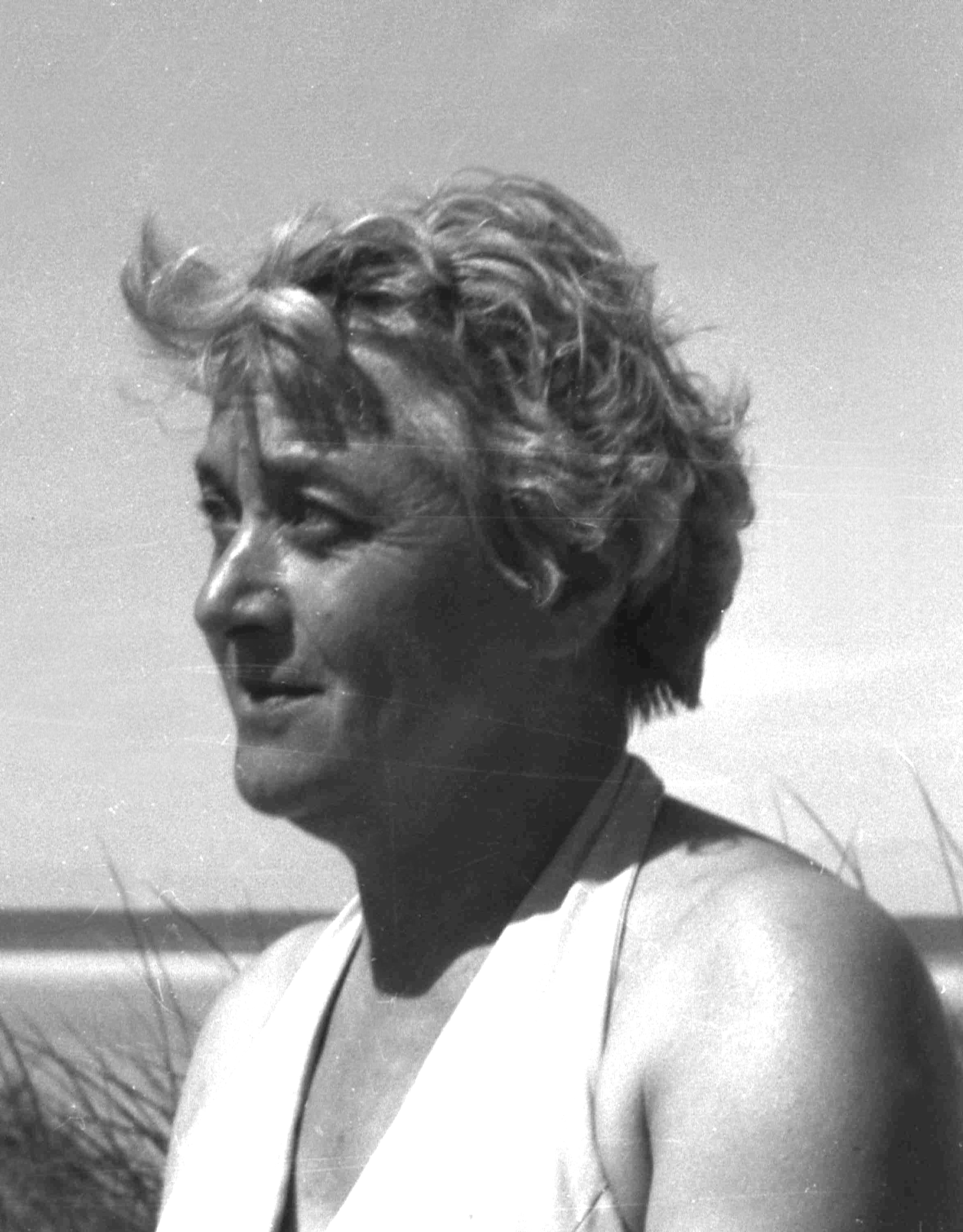
Grete Dircks, etwa 1963 auf Amrum

Grete Dircks (* 6. März 1904 in Stralsund; † 23. Juni 1968 in West-Berlin) war eine deutsche Bildhauerin und Keramikerin.
Sie schuf Brunnen und Keramiken für öffentliche Gartenanlagen in Berlin und die Grüne Woche. Ihr Spezialgebiet war der Werkstoff Eternit.

## Leben

### Ausbildung und Studium
Grete Dircks wurde am 6. März 1904 in Stralsund als Tochter des Oberstudiendirektors in Hannover, Hans Dircks und Toni Dircks, geb. Juch geboren.
Nach dem Abschluss der Grundschule besuchte sie bis 1919 das Lyzeum I in Hannover. Sie begann 1922 eine Lehre bei Töpfermeister Hoffmann in Haynau in Schlesien. 1922–1924 besuchte sie gleichzeitig die Keramische Fachschule in Bunzlau. Von 1928 bis 1929 war sie bei der Arbeitsgemeinschaft für deutsche Handwerkskultur und deutsches Handwerksinstitut in Berlin tätig. Sie organisierte Ausstellungen und arbeitete im Archiv. Vom 1. April bis 1. Oktober 1925 arbeitete sie als Keramikerin in der Ofen- und Geschirrfabrik Albrecht Thienel Nachf. in Breslau.
1925 nahm sie an der Gartenbauausstellung Liegnitz mit von ihr gestalteten Vasen teil.
Von 1925 bis 1928 studierte Grete Dircks als Schülerin des deutschen Bildhauers und Medailleurs Ludwig Gies (1887–1966) an den Vereinigten Staatsschulen für freie und angewandte Kunst in Berlin-Charlottenburg und beendete das Studium mit einer Atelierprüfung. 1927 nahm sie an einer Ausstellung der Unterrichtsanstalt teil, für die auch ein Katalog erstellt wurde.

### Berufstätigkeit als Keramikerin und Lehrerin
Von 1929 bis 1930 arbeitete sie in der Fayence-Fabrik Uffrecht u. Co. in Neuhaldensleben als Keramikerin und Leiterin der Malerei-Abteilung und war mit dem Herstellen von Modellen befasst.
1931 wechselte sie an die staatlichen Majolika-Manufaktur in Karlsruhe. Hier fertigte sie Entwürfe an und konzipierte den Stand der Manufaktur auf der Bauausstellung in Berlin 1931.
In den Jahren 1931/32 arbeitete sie im Berliner Atelier des Designers und Innenarchitekten Fritz August Breuhaus de Groot (1883–1960).
Von 1933 bis 1937 betrieb sie volkskundliche Studien mit besonderer Berücksichtigung der Töpferei am staatlichen Museum für deutsche Volkskunde Berlin und verfasste das Buch „Schöpferische Gestaltung der deutschen Volkskunst.“
Ab 1934 begann sie ihre Tätigkeit als Lehrerin. Sie gab Kurse für Zeichen- und Werklehrer zur Pflege deutscher Volkskunst am Zentralinstitut für Erziehung und Unterricht in Berlin (1934–1937).
Von 1936 bis 1938 war sie gleichzeitig Dozentin am Werklehrerseminar der Stadt Berlin. 1936–1939 bearbeitete sie Werkbücher für den Otto Maier Verlag Ravensburg.
Von 1939 bis 1942 war sie im Kriegseinsatz für das deutsche Frauenwerk und das Rote Kreuz. Sie arbeitete in Nähstuben. Danach (1942–1945) studierte sie an der Universität Berlin. Sie trieb kunstgeschichtliche Studien mit dem Ziel, zu promovieren, daher wurde sie vom Kriegseinsatz freigestellt. In dieser Zeit arbeitete sie auch als Mitarbeiterin des kunstgeschichtlichen Schriftstellers Werner R. Deusch für die Zeitschrift Atlantis im Atlantis Verlag Berlin Zürich. Aufgrund der Umstände konnte sie die Begabtenprüfung als Ersatz für das Abitur nicht absolvieren.
Nach dem Ende des Krieges brach sie das Studium ab und nahm ihre Lehrtätigkeit wieder auf. Von 1945 bis 1949 war sie Lehrerin für Keramik an der Hochschule für bildende Künste in Berlin. Sie leitete die Keramikwerkstatt. In den Jahren nach dem Krieg hatte die Werkstatt infolge der Besetzung des Gebäudes durch die russische Besatzungsmacht mit erheblichen Schwierigkeiten zu kämpfen. Dennoch entwarf und designte sie zahlreiche Gefäße, z. B. ein Teeservice. Sie hatte den Brennofen reparieren zu lassen und Material herbei zu schaffen. Aufgrund der schlechten Leistungen ihrer Klasse musste sie die Kündigung einreichen und wurde daher nicht zum Professor ernannt.
In der Folgezeit arbeitete sie hauptsächlich als selbständige Keramikerin. Sie richtete in einer von ihr gemeinsam mit dem expressionistischen Maler Otto Freytag bewohnten Villa in Berlin-Schlachtensee (Reifträgerweg 11) eine Keramikwerkstatt ein und fertigte zahlreiche Keramiken und Brunnen für öffentliche Gärten in Berlin. Ihr Spezialgebiet war hierbei die Arbeit mit farbigem Eternit.
1958–1959 beteiligte sie sich an Lehrerfortbildungskursen für Werkerziehung. Im Rahmen dieser Tätigkeit töpferte sie mit Schülern und Schülerinnen an verschiedenen Schulen in Berlin-Zehlendorf.
Mit Otto Freytag (1888–1980) lebte sie ab ca. 1934 zusammen. Gemeinsam mit ihm schuf sie verschiedene keramische Werke. So beispielsweise 1960 eine Pieta als Keramikrelief mit Glasur für die neu gebaute evangelische Kirche in Sinzig. Otto Freytag porträtierte Grete Dircks mehrmals.
Seit 1956 war sie Mitglied im Verein der Berliner Künstlerinnen (VdBK).
Grete Dircks starb am 23. Juni 1968 in Berlin an einem Herzinfarkt.

## Ausstellung
Ausstellung im Verein der Berliner Künstlerinnen: 1956

## Werke
Sie schuf zahlreiche keramische Objekte und Arrangements für die Grüne Woche in Berlin.
Für den Teich am Funkturm entwarf sie eine Seehundplastik als Wasserspeier.
Für die Grüne Woche 1954 schuf sie einen Pelikan aus Ton.
Sie entwarf einen Brunnen im Japanischen Garten der Ausstellungshallen am Funkturm (1958).
Für die Kriegsfürsorge-Grabstätten auf dem Dorffriedhof in Berlin-Kladow entwarf sie Grabplatten aus Eternit und Keramik.
Für die Industrie-Ausstellung 1957 entwarf sie einen Brunnen (Eternit mit Mosaiken aus Keramik und Glassteinen).
Sie gestaltete Enten als Wasserspeier für die Käthe-Kollwitz-Stiftung 1958
Im Stadtpark Berlin-Reinickendorf schuf sie eine Vogeltränke aus Muschelkalk. Der Entwurf der Gartenanlage stammte vom Gartenarchitekt Schiller-Bütow.
Für den Garten des denkmalgeschützten Hauses Braasch in Berlin, am Erlenbusch 24, schuf sie Bodenvasen.
Für den Garten des Hauses Buchthal, damals im Besitz von Kammersänger Fischer-Dieskau, in Berlin-Charlottenburg Lindenallee 22, entwarf sie zahlreiche große Vasen.
Am 14. August 1957 meldet sie einen von ihr entworfenen Behälter und eine Schale zum Patent an.

## Schriften
- Schöpferische Gestaltung der deutschen Volkskunst. Maier, Ravensburg 1935. (Mit 37 Zeichnungen der Verfasserin und 73 Lichtbildern).
- Dircks, Grete: Was ist Volkskunst? Aus „Schöpferische Gestaltung der dt. Volkskunst“. In: Württemberg 18. Jg. 1986 S. 428–30
- Dircks, Grete: Farbe bringt Leben. Eternit farbig. In: Das Gartenamt. Zeitschrift für alle Fragen des behördlichen Gartenbaus. Frankfurt/Main, 7. J. 1958, N. 2, S. 16–18